# Dwór w Klukowie
Dwór Smolechowo – ruiny dworu z początku XX w. położone w miejscowości Klukowo (gmina Świercze). Znajduje się kilkanaście kilometrów od Pułtuska w województwie mazowieckim. Dwór Smolechowo w Klukowie jest wpisany do rejestru zabytków NID (nr rej. A-256 z 14.01.1992).

## Historia

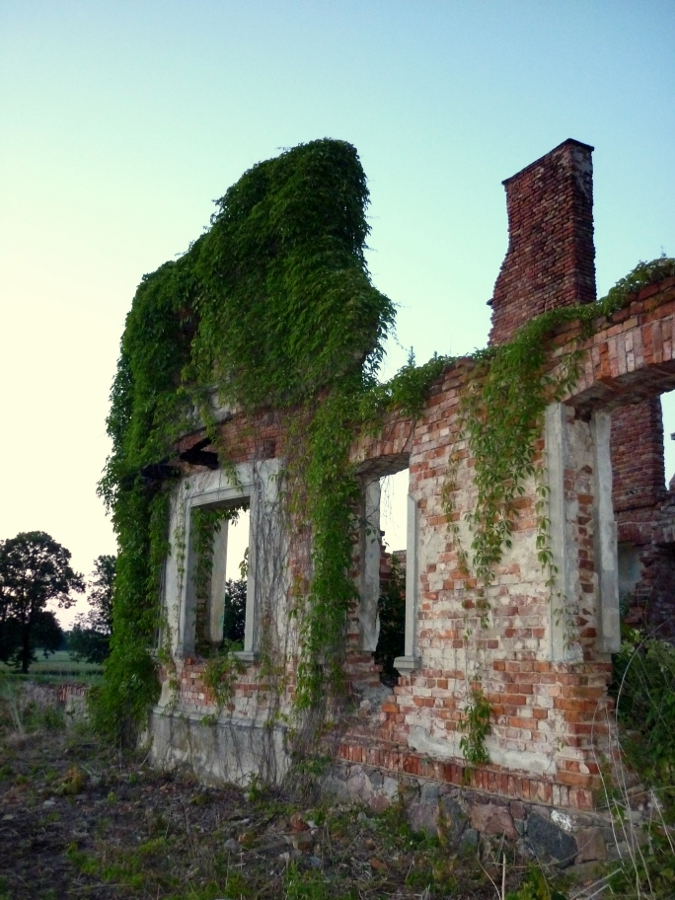
Ruiny dworu

W 1923 r. Stanisław Waśniewski zbudował dwór. Dworek znajdował się w pięknym parku. Od bramy wiodła kasztanowa aleja. Za sadem ukryte były: obora, stodoła, spichlerze. Majątek dobrze prosperował. Znaleźli tu zatrudnienie m.in. członkowie rodziny Lubienieckich, Kalinowskich, Rutkowskich, Pokrzywnickich, Bierdzińskich, Szymańskich. W 1944 r. majątek podzielono między okolicznych chłopów. Każdy otrzymał 6–8 ha. W dworku zamieszkały rodziny byłych pracowników majątku. Po wojnie w latach 1945–1946 mieściła się w nim szkoła. Później mieszkały rodziny dawnych dworskich pracowników i dworek ulegał dewastacji. 22 sierpnia 1990 w dworku wybuchł pożar. Na temat jego przyczyn snuto różne domysły. Dach, drewniana więźba i sufit zostały strawione przez płomienie. Ocalały tylko wypalone mury, które straszą dziś i budzą dreszczyk emocji. Opowiadają, że o zmroku w ruinach dworku widać jakieś światełka.

## Budynek
Prezentował się on okazale: wykonany z czerwonej cegły, z łamanym dachem podbitym łupanym gontem. Wzniesiony na planie prostokąta, parterowy, podpiwniczony, z mieszkalnym poddaszem stanowił wspaniały przykład tzw. „stylu dworkowego”. Ozdobą elewacji frontowej był wgłębiony portyk złożony z dwóch kolumn toskańskich. Ponad nim znajdował się okap i wystawka o barokowym szczycie ujętym w woluty z datą 1923 r. i inicjałami S. W. (Stanisław Waśniewski) nad oknem. Elewacja tylna miała pośrodku półkolisty ryzalit zwieńczony barokowym szczytem. Układ wnętrz był dwutraktowy.

## Teraźniejszość
Po pożarze z 1990 z dworu pozostały ruiny. Zachowało się wejście frontowe wraz z kolumnami, główne ściany zewnętrzne i wewnętrzne z podziałem na pomieszczenia, wejście do podpiwniczenia, podpiwniczenie w części zasypane. Z całego kompleksu dworskiego pozostały jeszcze stawy, w których niegdyś hodowano ryby; zachowała się w części brama wjazdowa, z głównej alei prowadzącej od bramy do dworku zachowało się kilka kasztanowców.